# Henry Dumas
Pour les articles homonymes, voir Dumas.
Henry Lee Dumas, né le 20 juillet 1934, à Sweet Home dans l'Arkansas et mort le 23 mai 1968, à New York,est un poète et romancier afro-américain, dont les thèmes tournent autour du choc entre la culture afro-américaine et la culture occidentale blanche. Il est une des figures littéraires du Black Arts Movement.

## Biographie
Henry Dumas est né le 20 juillet 1934 à Sweet Home (comté de Pulaski ) - parfois appelé Sweetwater -, de Appliance Watson et Henry Joseph Dumas. À ses dix ans il emménage avec sa famille à Harlem. En 1953, après ses études secondaires au City College de New York, il s'enrôle dans l'US Air Force. Il est cantonné à la base Lackland Air Force à San Antonio dans le Texas, puis dans une base dans la péninsule arabe. Henry Dumas rédige régulièrement des articles pour les journaux internes de l'US Air Force.
Le 24 septembre 1955, il épouse  Loretta Ponton, de leur union naissent deux fils, David en 1958, et Michael en 1962.
Démobilisé en 1957, il est accepté à l'université Rutgers.
En 1967, il est engagé comme enseignant au Hiram College (en) dans le village de Hiram dans l'Ohio. Henry y est aussi l'un des rédacteur de la Hiram Poetry Review.
La même année, l'université du Sud de l'Illinois recrute Henry Dumas pour diriger des séminaires de linguistique.  
Le 23 mai 1968, pris pour un autre, il est mortellement blessé par un policier à la gare New York Transit Authority.
Les circonstances de son meurtre n'ont jamais pu être élucidées : disparitions de pièces, témoignages contradictoires, rétractation de témoins, etc. Son meurtre, intervenu peu de temps après celui de Martin Luther King, deviendra un symbole de l'impunité des violences policières envers les Afro-Américains.
Il laisse derrière lui de nombreux manuscrits qui seront peu à peu édités par son ami et collègue de l'université du sud de l'Illinois Eugene B. Redmond (en).
Sa littérature est considérée comme une référence du Black Arts Movement,,.
Henry Dumas repose au Long Island National Cemetery d'East Farmingdale.

## Œuvres
Toutes les œuvres d'Henry Dumas ont été publiées sous la direction d'Eugene B. Redmont.
- Poetry for My People, éd. Southern Illinois University Press (en), 1970
- Ark of Bones and Other Stories, éd. Random House, 1970[18]
- Play Ebony: Play Ivory, éd. Random House, 1974
- Jonoah and the Green Stone, éd. Random House, 1976[19]
- Rope of Wind and Other Stories, éd. Random House, 1979
- Goodbye, Sweetwater: New and Selected Stories, éd. Thunder's Mouth Press (Perseus Books Group), 1988
- Knees of a Natural Man, éd. Da Capo Press, 1989
- Echo Tree: The Collected Short Fiction of Henry Dumas, éd. Coffee House Press (en), 2003